# Wilhelm Comberg
Wilhelm Comberg (* 19. Mai 1885 in Neviges; † 23. Mai 1958 in Rostock) war ein deutscher Augenarzt und Professor an der Universität Rostock.

## Lebenslauf
Der Sohn eines Landwirts legte 1904 das Abitur in Moers ab, studierte bis 1909 Humanmedizin in Marburg, Greifswald, Münster, München, Heidelberg und Würzburg. Während seines Studiums wurde er 1904 Mitglied der Burschenschaft Arminia Marburg. 1907 bis 1908 diente er als Einjährig-Freiwilliger (Arzt) in Würzburg. 1909 bis 1910 war er Medizinalpraktikant in Karlsruhe und Heidelberg. Die Promotion erfolgte 1911 in Heidelberg. 1911 diente er als Unterarzt in einem Pionierbataillon in Spandau, 1912 arbeitete er als Schiffsarzt bei Hapag in Hamburg. 1914–1918 nahm er am Ersten Weltkrieg in verschiedenen Lazaretten teil. Die Habilitation erfolgte 1921 für Augenheilkunde an der Humboldt-Universität zu Berlin  über Untersuchungen zur Frage der "Periodizität" bei lang dauernden Nachbildern. 1926–33 war er apl. ao. Prof. für Augenheilkunde an der Universität Berlin, 1933–1957 o. Professor für Augenheilkunde an der Universität Rostock.
1945 wurde er zunächst entlassen, blieb aber weiterhin Klinikdirektor und wurde 1946 neu berufen. 1934 bis 1937 war er Dekan der Medizinischen Fakultät. 1955 wurde er in der DDR Hervorragender Wissenschaftler des Volkes; er war Ehrenmitglied der Deutschen Ophthalmologischen Gesellschaft Heidelberg.
Comberg hatte eine Tochter, die Oberärztin an der Universitätsaugenklinik in Ost-Berlin war. 

## Mitgliedschaften
- 1948–1954 Mitglied im Präsidium der Deutschen Ophthalmologischen Gesellschaft
- 1952–1955 Vorsitzender der augenärztlichen Gesellschaft des Landes Mecklenburg
- 1955–1958 Erster Vorsitzender der Medizinisch-Wissenschaftlichen Gesellschaft für Augenheilkunde an den Univ. Rostock und Greifswald
- Mitglied der Internationalen Tonometerkommission